# Бакмасиха
Бакмасиха — деревня в Барабинском районе Новосибирской области. Входит в состав Таскаевского сельсовета.

## География
Площадь деревни — 51 гектар

## История
Основана в 1726 г. В 1926 году состояла из 176 хозяйств, основное население — русские. Центр Бакмасихинского сельсовета Барабинского района Барабинского округа Сибирского края.

## Население
| 1926 | 2002 | 2007 | 2010 |
| ---- | ---- | ---- | ---- |
| 903  | ↘582 | ↘580 | ↘425 |

## Инфраструктура
В деревне по данным на 2007 год функционируют 1 учреждение здравоохранения, 2 образовательных учреждения.